# تساگلیتازار
تساگلیتازار (انگلیسی: Tesaglitazar) یک آگونیست گیرنده فعال شده توسط تکثیرکننده پراکسی زوم دوگانه با میل ترکیبی به PPARα و PPARγ است که برای مدیریت دیابت نوع دو کاربرد دارد.